# 左翼党 (捷克)
左翼党（捷克語：Levice）是捷克的一个左翼政党。该党成立于2020年2月18日，由民主社会主义党和真正左翼合并而成。该党的意识形态是民主社会主义、后资本主义、另类全球化、环境保护主义、反军国主义。该党的主席是安德烈·波纳和彼得·帕维克。该党的总部位于布拉格。该党是欧洲左翼党的成员党。